# Киняшов, Михаил Александрович
Михаил Александрович Киняшов (15 сентября 1924, Благовещенский завод, Башкирская АССР — 2 июня 1995, Благовещенск, Башкортостан) — командир миномётного расчёта 34-го гвардейского стрелкового полка 13-й гвардейской стрелковой дивизии 5-й гвардейской армии, гвардии младший сержант, полный кавалер ордена Славы. Почётный гражданин города Благовещенска.

## Биография
Михаил Александрович Киняшов родился 15 сентября 1924 года в селе Благовещенский Завод Уфимского кантона Башкирской АССР (ныне — районный центр Благовещенского района Башкирии) в семье рабочего.
Русский. Член ВКП(б) / КПСС с 1943 года. Окончил 7 классов. Работал слесарем-ремонтником на арматурном заводе.
В Красную Армию призван в феврале 1942 года Благовещенским райвоенкоматом Башкирской АССР.
Направлен в школу младших командиров, а затем — в военное училище, окончить которое не пришлось, так как многих курсантов командование направило в прославленную в сражениях за Сталинград 13-ю гвардейскую стрелковую дивизию.
В боях Великой Отечественной войны с марта 1943 года. Воевал на Курской дуге, прошёл с боями, освобождая Украину, Польшу. Участвовал в форсировании рек Днепр, Висла, Одер, Эльба. Закончил войну, освобождая город Прагу.
В 1947 году гвардии старшина Киняшов М. А. демобилизован. Вернулся в Башкирию — в родной город Благовещенск. Работал слесарем, мастером, заместителем начальника и начальником паросилового цеха на Благовещенском арматурном заводе.
Скончался 2 июня 1995 года. Похоронен в Благовещенске.

## Подвиг
Командир миномётного расчёта 34-го гвардейского стрелкового полка (13-я гвардейская стрелковая дивизия, 5-я гвардейская армия, 2-й Украинский фронт) гвардии младший сержант Михаил Киняшов, командуя бойцами, в боях 27 января — 2 февраля 1944 года в районе села Ковалёвка Маловисковского района Кировоградской области Украины из миномёта поразил пять пулемётных точек, два блиндажа, две повозки с грузом.
Указом Президиума Верховного Совета СССР от 7 марта 1944 года за образцовое выполнение заданий командования в боях с немецко-фашистскими захватчиками гвардии младший сержант Киняшов Михаил Александрович награждён орденом Славы 3-й степени (№ 51623).
16 августа 1944 года М. А. Киняшов в составе того же полка, дивизии и армии (1-й Украинский фронт) при отражении атаки противника в районе населённого пункта Стопница, расположенного в 14-и километрах юго-восточнее польского города Буско-Здруй, миномётным огнём накрыл две огневые точки и истребил около пятнадцати гитлеровцев.
Указом Президиума Верховного Совета СССР от 18 сентября 1944 года за образцовое выполнение заданий командования в боях с немецко-фашистскими захватчиками гвардии младший сержант Киняшов Михаил Александрович награждён орденом Славы 2-й степени (№ 3542).
19 апреля 1945 года в бою у населённого пункта Грос-Партвиц, что в 9-и километрах восточнее города Зенфтенберг (Германия), подавив несколько пулемётов противника, командир миномётного расчёта 34-го гвардейского стрелкового полка (13-я гвардейская стрелковая дивизия, 5-я гвардейская армия, 1-й Украинский фронт) гвардии младший сержант Михаил Киняшов поддержал своим огнём форсирование стрелковыми подразделениями реки Шпре. 20 апреля 1945 года, действуя в боевых порядках пехоты, отважный миномётчик уничтожил шесть пулемётов и свыше десяти солдат противника.
Указом Президиума Верховного Совета СССР от 27 июня 1945 года за образцовое выполнение заданий командования в боях с немецко-фашистскими захватчиками гвардии младший сержант Киняшов Михаил Александрович награждён орденом Славы 1-й степени (№ 197), став полным кавалером ордена Славы.

## Награды
Награждён орденами Отечественной войны 1-й степени, Красной Звезды, орденами Славы 1-й, 2-й и 3-й степени, медалями.

## Память
Удостоен звания «Почётный гражданин города Благовещенска». В городе Благовещенске в историко-краеведческом музее имеется стенд, посвящённый полному кавалеру ордена Славы М. А. Киняшову. Одна из улиц Благовещенска носит имя Героя.